# جون-لوي فورنييه
جون-لوي فورنييه (بالفرنسية: Jean-Louis Fournier) كاتب ومخرج تلفاز، ولد بكاليه في 19 ديسمبر 1938. حصل على جائزة فيمينا الأدبية عام 2008.

## روابط خارجية
- جون-لوي فورنييه على موقع IMDb (الإنجليزية)
- جون-لوي فورنييه على موقع قاعدة بيانات الفيلم (الإنجليزية)